# Dean Cundey
Dean Cundey (ur. 12 marca 1946 w miejscowości Alhambra w Kalifornii) – amerykański operator filmowy. Ma na swoim koncie współpracę z takimi reżyserami jak John Carpenter, Robert Zemeckis czy Steven Spielberg.
W filmie Powrót do przyszłości III (1990) wystąpił w epizodzie jako fotograf z 1885 roku.

## Wybrana filmografia
- Halloween (1978)
- Mgła (1980)
- Ucieczka z Nowego Jorku (1981)
- Halloween 2 (1981)
- Coś (1982)
- Psychoza II (1983)
- Miłość, szmaragd i krokodyl (1984)
- Powrót do przyszłości (1985)
- Kto wrobił królika Rogera? (1988)
- Opowieści z krypty – And All Through the House (1989)
- Powrót do przyszłości II (1989)
- Powrót do przyszłości III (1990)
- Same kłopoty (1991)
- Hook (1991)
- Ze śmiercią jej do twarzy (1992)
- Park Jurajski (1993)
- Flintstonowie (1994)
- Kacper (1995)
- Apollo 13 (1995)
- Flubber (1997)
- Prezydencki poker (1999)
- Garfield (2004)
- Zabójczy szept (2007)
- The Girl in the Photographs (2015)